# 大塚正美
大塚 正美（おおつか まさみ、1960年8月3日 - ）は、日本の元陸上競技選手、指導者。茨城県神栖市出身。日本体育大学体育学部卒業。現在は城西国際大学経営情報学部教授。

## 経歴
中学校は神栖市立神栖第一中学校、高校は茨城県立水戸工業高等学校出身。高校時代は全国高等学校総合体育大会陸上競技大会の1500mで優勝を果たしている。

### 大学時代

#### 大学1年次
大学は日本体育大学に入学すると、1年時に第56回箱根駅伝の8区に出走。前半は慎重に入ったが徐々にペースを上げ、1時間06分20秒の区間新記録をマークし、チームの総合優勝に貢献した。また、8区の区間記録は第71回箱根駅伝で中央大学の榎木和貴が更新するまで15年間破られなかった。約2週間後に行われた全日本大学駅伝では1区を走り区間新記録をマークした。

#### 大学2年次
第57回箱根駅伝では山登りの5区を担当。区間記録を上回るハイペースで走っていたが頂上付近で体が冷え込み失速した。それでも山のスペシャリストと呼ばれた順天堂大学の上田誠仁を抑えて区間賞を獲得した。

#### 大学3年次
7月24日にブカレストで行われたユニバーシアードでは3000メートル障害に出場し、8分39秒11の記録で10位だった。10月の第65回日本陸上競技選手権大会の1500mで初優勝を達成。第58回箱根駅伝ではチームがエントリー変更を締め切る1秒前に2区・大塚、5区・岡俊博のオーダーを確定する奇策に出た中で、初めての花の2区で区間賞を獲得。5区の岡も区間賞を獲得し往路優勝を果たしたが、復路で順天堂大学に抜かれて2年連続で2位となった。また、全日本大学駅伝後にはマラソンで2時間16分04秒の大学新記録（当時）を記録した。

#### 大学4年次
陸上競技部全体の主将を務めた。指導者が不在で部員が大学に直談判するなどチームは混乱していた。部員を巻き込まないために退寮し大学に交渉しており、秋頃までは箱根駅伝を走るつもりはなかったが仲間の声を聞いてチームに復帰した。その中で迎えた第59回箱根駅伝では今回からコースが変更となった花の2区を昨年に続いて出走。23秒後ろからスタートした大東文化大学の米重修一に追いつかれるも権太坂の上りで米重を突き放し1時間07分34秒の驚異的な記録で2年連続の区間賞を獲得した。また、大塚がマークした区間記録は第71回箱根駅伝で早稲田大学の渡辺康幸に更新されるまで12年間破られなかった。チームは5区と6区でも区間新記録をマークするなどして3年ぶりに総合優勝を果たした。
箱根駅伝から3週間後の全日本大学駅伝では3年連続で最長区間の3区を走ったが、箱根駅伝では勝利した米重修一に敗れ、区間2位だった。しかし、チームは大会新記録で3年ぶりに優勝した。

### 大学卒業後
大学卒業後はナイキジャパンに入社し、1985年の第69回日本陸上競技選手権大会では1500mと5000mで優勝し2冠を達成した。第70回日本陸上競技選手権大会では1500mで優勝し、連覇を果たした。また、1985年と1986年には世界クロスカントリー選手権大会に日本代表として出場している。1986年にナイキジャパンを退社し、中学校の教師を務めた。その後、亜細亜大学陸上競技部の監督としてチームを7度の箱根駅伝出場に導いた。2000年に城西国際大学の助教授となり2001年からは陸上競技部の監督としてチームを率いた。現在は城西国際大学経営情報学部教授を務める。大塚正美の箱根駅伝での活躍を描いたノンフィクション『箱根駅伝”敗れざる男”――稀代のランナー大塚正美の「破天荒」伝説』（飯倉章著）は、第31回「小学館ノンフィクション大賞」（2024年）の最終候補作となっている。

## 戦績・記録

### 大学駅伝戦績
| 学年               | 箱根駅伝                                   | 全日本大学駅伝                              |
| ------------------ | ------------------------------------------ | ------------------------------------------- |
| 1年生 （1979年度） | 第56回 8区-区間賞 1時間06分20秒 区間新記録 | 第11回 1区-区間賞 44分30秒 区間新記録       |
| 2年生 （1980年度） | 第57回 5区-区間賞 1時間13分24秒            | 第12回 3区-区間2位 1時間07分18秒 区間新記録 |
| 3年生 （1981年度） | 第58回 2区-区間賞 1時間14分43秒            | 第13回 3区-区間7位 1時間11分51秒            |
| 4年生 （1982年度） | 第59回 2区-区間賞 1時間07分34秒 区間新記録 | 第14回 3区-区間2位 1時間08分47秒            |